# Natalia Strózik
Natalia Strózik (ur. 23 sierpnia 1995 roku w Tychach) – polska siatkarka, grająca na pozycji atakującej lub przyjmującej, młodzieżowa reprezentantka kraju. Od sezonu 2019/2020 występuje w drużynie Grupa Azoty PWSZ Tarnów.

## Sukcesy klubowe
Mistrzostwo Polski:
- 2017